# Anna Rahm
Anna Linnéa Rahm, född 12 oktober 1981 i Holmsunds församling i Västerbottens län, är en svensk långdistanslöpare som vann Stockholm Marathon och blev svensk mästare på halvmaraton 2006.
Anna Rahm blev bästa svenska på en femtondeplats i maratonloppet under EM i friidrott 2006 i Göteborg.

## Karriär
Vid U23-EM i Bydgoszcz, Polen år 2003 sprang Rahm 10 000 meter och kom åtta på 34:18,46.
Hon blev uttagen till VM i Osaka, Japan 2007 och slutade där på en 27:e plats på 2:41,15.
2015 vann hon Blidöloppet 9 km där hon även satte banrekord.

## Bakgrund
Anna Rahm är född och uppväxt i Obbola, 1,5 mil utanför Umeå. Hon spelade under uppväxtåren fotboll i den lokala klubben, Obbola IK.
Rahm är utbildad jurist och bor numera i Umeå.

## Personliga rekord
| Utomhus - 3 000 meter – 9:52,29 (Sollentuna 27 maj 2005) - 5 000 meter – 16:34,79 (Norrtälje 11 juli 2005) - 10 000 meter – 34:12,95 (Barakaldo, Spanien 2 april 2005) - 10 km landsväg – 34:57 (Stockholm 16 augusti 2008) - Halvmaraton – 1:13:31 (Göteborg 12 maj 2007) - Maraton – 2:35:08 (Hamburg, Tyskland 29 april 2007) | Inomhus - 1 500 meter – 4:47,3 (Västerås 30 januari 2005) - 3 000 meter – 9:48,93 (Malmö 12 februari 2005) |